# Binalonan
Binalonan (Bayan ng Binalonan) är en kommun i Filippinerna. Kommunen ligger på ön Luzon, och tillhör provinsen Pangasinan. Folkmängden uppgår till 48 967 invånare.

## Barangayer
Binalonan är indelat i 24 barangayer.
| - Balangobong - Bued - Bugayong - Camangaan - Canarvacanan - Capas - Cili - Dumayat - Linmansangan - Mangcasuy - Moreno - Pasileng Norte | - Pasileng Sur - Poblacion - San Felipe Central - San Felipe Sur - San Pablo - Santa Catalina - Santa Maria Norte - Santiago - Santo Niño - Sumabnit - Tabuyoc - Vacante |